# La Grosse Maison
La Grosse Maison est située à Chevagnes, en France.

## Localisation
La Grosse Maison est située sur la commune de Chevagnes, dans le département de l'Allier, elle se trouve rue de l'Ancienne-Poste, en face de la place de l'Église.

## Description
La Grosse Maison est typique de l'architecture du Bourbonnais au XVIIIe siècle, la toiture de petites tuiles plates animée par de grandes cheminées. Le bâtiment d'habitation, de plan rectangulaire, comporte un rez-de-chaussée surélevé. Les façades sont décorées avec des briques roses et brunes.

## Historique
La construction de la Grosse Maison date de 1754.
Elle fut le théâtre d’un événement important : l'Affaire de Chevagnes. Le directoire de Moulins, par un arrêté du 3 août 1793, porte réquisition de 13 500 boisseaux de blé sur 12 communes. Désapprouvant cette décision, sept maires, parmi lesquels celui de Chevagnes, se réunissent le 4 août 1793 et décident de recenser les denrées. Informé, le directoire de Moulins prend des sanctions sévères. Messieurs Durand et Delafosse, de Chevagnes, sont emprisonnés pendant un mois, messieurs Salle l’Huillier de Seneval et Alarose de la Bresne, respectivement maires de Gennetines et de Lusigny-Chézy, sont transférés à Paris et exécutés le 9 août 1794. La maison fut acquise pendant la Révolution par la famille Martel.
L'édifice est inscrit au titre des monuments historiques en 1981.